# Leptotarsus aenigmaticus
Leptotarsus aenigmaticus är en tvåvingeart som först beskrevs av Alexander 1926.  Leptotarsus aenigmaticus ingår i släktet Leptotarsus och familjen storharkrankar. Inga underarter finns listade i Catalogue of Life.